# Maksims Rafaļskis
Maksims Rafaļskis (Riga, 14 maggio 1984) è un ex calciatore lettone, di ruolo centrocampista.

## Carriera

### Club
Ha cominciato la sua carriera nelle giovanili dello Skonto, giocando alcune partite di 1. Līga con la formazione riserve. Passò poi all'FK Riga e, dopo aver disputato altre partite di 1. Līga con la formazione riserve, esordì in Virslīga.
Rimase all'FK RIga fino al 2008, debuttando nelle competizioni europee; disputò infatti cinque incontri Coppa Intertoto 2008, esordendo contro gli islandesi del Fylkir e contribuendo al superamento dei primi due turni.
Nel corso della stagione, però, passò a luglio al Metalurgs: esordì, quindi, anche nella Coppa UEFA 2008-2009 contro il Vaslui. Con la squadra di Liepāja vinse l'anno successivo il campionato lettone. La vittoria in campionato gli consentì di debuttare nelle qualificazioni per l'UEFA Champions League 2010-2011 contro lo Sparta Praga.
Ad inizio 2011 passò in Russia al Baltika in Pervij divizion, seconda serie russa. Non concluse, però, la stagione 2011-2012 con la squadra di Kaliningrad: a marzo, infatti, tornò in patria andando in prestito al Daugava Daugavpils. Dopo una sola stagione nel marzo 2013 si è trasferito in Islanda con l'ÍA Akranes.

### Nazionale
Ha giocato nell'Under-21 con cui disputò una partita valide per le Qualificazioni al campionato europeo di calcio Under-21 2007 contro l'Estonia.
Ha esordito con la nazionale maggiore nell'amichevole contro la Bulgaria disputata il 12 agosto 2008 entrando al 61' al posto di Jurijs Žigajevs. L'anno successivo entrò in campo contro la Svizzera nei minuti finali al posto di Vladimirs Koļesņičenko in una partita valida per le Qualificazioni al campionato mondiale di calcio 2010.
Al suo terzo incontro fu per la prima volta titolare in occasione dell'amichevole contro l'Honduras disputata il 14 novembre 2009.

## Statistiche

### Cronologia presenze e reti in nazionale
| Cronologia completa delle presenze e delle reti in nazionale ― Lettonia | Cronologia completa delle presenze e delle reti in nazionale ― Lettonia | Cronologia completa delle presenze e delle reti in nazionale ― Lettonia | Cronologia completa delle presenze e delle reti in nazionale ― Lettonia | Cronologia completa delle presenze e delle reti in nazionale ― Lettonia | Cronologia completa delle presenze e delle reti in nazionale ― Lettonia | Cronologia completa delle presenze e delle reti in nazionale ― Lettonia | Cronologia completa delle presenze e delle reti in nazionale ― Lettonia |
| Data                                                                    | Città                                                                   | In casa                                                                 | Risultato                                                               | Ospiti                                                                  | Competizione                                                            | Reti                                                                    | Note                                                                    |
| ----------------------------------------------------------------------- | ----------------------------------------------------------------------- | ----------------------------------------------------------------------- | ----------------------------------------------------------------------- | ----------------------------------------------------------------------- | ----------------------------------------------------------------------- | ----------------------------------------------------------------------- | ----------------------------------------------------------------------- |
| 12-8-2009                                                               | Sofia                                                                   | Bulgaria                                                                | 1 – 0                                                                   | Lettonia                                                                | Amichevole                                                              | -                                                                       | 61’ 70’                                                                 |
| 9-9-2009                                                                | Riga                                                                    | Lettonia                                                                | 2 – 2                                                                   | Svizzera                                                                | Qual. Mondiali 2010                                                     | -                                                                       | 86’                                                                     |
| 14-11-2009                                                              | Tegucigalpa                                                             | Honduras                                                                | 2 – 1                                                                   | Lettonia                                                                | Amichevole                                                              | -                                                                       | 76’                                                                     |
| 5-6-2010                                                                | Milton Keynes                                                           | Ghana                                                                   | 1 – 0                                                                   | Lettonia                                                                | Amichevole                                                              | -                                                                       | 46’                                                                     |
| 18-6-2010                                                               | Kaunas                                                                  | Lituania                                                                | 0 – 0                                                                   | Lettonia                                                                | Coppa del Baltico 2010                                                  | -                                                                       |                                                                         |
| 19-6-2010                                                               | Kaunas                                                                  | Estonia                                                                 | 0 – 0                                                                   | Lettonia                                                                | Coppa del Baltico 2010                                                  | -                                                                       |                                                                         |
| 11-8-2010                                                               | Liberec                                                                 | Rep. Ceca                                                               | 4 – 1                                                                   | Lettonia                                                                | Amichevole                                                              | -                                                                       | 80’                                                                     |
| 3-9-2010                                                                | Riga                                                                    | Lettonia                                                                | 0 – 3                                                                   | Croazia                                                                 | Qual. Euro 2012                                                         | -                                                                       |                                                                         |
| 7-9-2010                                                                | Attard                                                                  | Malta                                                                   | 0 – 2                                                                   | Lettonia                                                                | Qual. Euro 2012                                                         | -                                                                       |                                                                         |
| 17-11-2010                                                              | Kunming                                                                 | Cile                                                                    | 1 – 0                                                                   | Lettonia                                                                | Amichevole                                                              | -                                                                       | 71’                                                                     |
| 9-2-2011                                                                | Adalia                                                                  | Bolivia                                                                 | 1 – 2                                                                   | Lettonia                                                                | Amichevole                                                              | -                                                                       |                                                                         |
| 26-3-2011                                                               | Tel Aviv                                                                | Israele                                                                 | 2 – 1                                                                   | Lettonia                                                                | Qual. Euro 2012                                                         | -                                                                       | 58’                                                                     |
| 4-6-2011                                                                | Riga                                                                    | Lettonia                                                                | 1 – 2                                                                   | Israele                                                                 | Qual. Euro 2012                                                         | -                                                                       | 28’                                                                     |
| Totale                                                                  |                                                                         | Presenze                                                                | 13                                                                      |                                                                         | Reti                                                                    | 0                                                                       |                                                                         |

## Palmarès

### Club

#### Competizioni nazionali
- Campionato lettone: 2

Metalurgs: 2009
Dagava Daugavpils: 2012